# 開城連絡所
開城連絡所（ケソンれんらくじょ）は、朝鮮民主主義人民共和国（北朝鮮）開城特別市に所在する情報機関で、朝鮮労働党作戦部（現、朝鮮人民軍偵察総局）に所属する工作員侵入基地。別名、第217軍部隊（だい217ぐんぶたい）。3か所ある陸上連絡所のうちの1つ。

## 概要
開城連絡所は、沙里院連絡所（黄海北道沙里院市）・平康連絡所（江原道平康郡）とならぶ陸上処の連絡所のうちの1つで、工作員の韓国（大韓民国）北部への非武装地帯を通じた侵入の支援をおこなっている。開城連絡所は、京畿道およびソウル特別市方面への侵入を担当している。

## 参考資料
- 清水惇『北朝鮮情報機関の全貌―独裁政権を支える巨大組織の実態』光人社、2004年5月。ISBN 4-76-981196-9。